# Loubieng
Loubieng település Franciaországban, Pyrénées-Atlantiques megyében. Lakosainak száma 493 fő (2022. január 1.). Loubieng Audaux, Bugnein, Castetbon, Castetner, Laà-Mondrans, Maslacq, Ozenx-Montestrucq és Sauvelade községekkel határos.

## Népesség
A település népességének változása:
| Lakosok száma | 471  | 506  | 517  | 516  | 510  | 503  | 497  | 496  | 493  |
|               | 2013 | 2015 | 2016 | 2017 | 2018 | 2019 | 2020 | 2021 | 2022 |